# Crunomys melanius
Crunomys melanius is een knaagdier dat voorkomt op Mindanao, Camiguin en Leyte in de zuidelijke Filipijnen. Er zijn tien exemplaren bekend, vijf uit Camiguin, vier uit Mindanao en één uit Leyte. C. melanius komt voor in bosgebieden van zeeniveau tot 1550 m hoogte. Over het algemeen schijnt hij niet algemeen te zijn.
De populatie van Leyte werd oorspronkelijk als een aparte soort, C. rabori, beschreven. Die soort was groter en had een minder donkere vacht. Later is dat echter herkend als het gevolg van leeftijdsvariatie: het exemplaar uit Leyte was een oud exemplaar, terwijl de twee exemplaren uit Mindanao die toen bekend waren jonger zijn. Deze soort heeft een donkerbruine rug en een grijsbruine buik en flanken. De vacht is stekelig. Jongere exemplaren hebben een wat donkerdere, minder stekelige vacht.
Crunomys celebensis · Noord-Luzonneusrat (Crunomys fallax) · Crunomys melanius · Crunomys suncoides